# ماوريسيو إيرنيستو غونزاليس
ماوريسيو إيرنيستو غونزاليس (بالإسبانية: Mauricio Ernesto González)‏ (13 مايو 1942 بسان سلفادور في السلفادور - ) هو مدرب كرة قدم ولاعب كرة قدم سلفادوري في مركز الوسط، شارك في الألعاب الأولمبية الصيفية 1968. وشارك مع منتخب السلفادور لكرة القدم. أما مع النوادي، فقد لعب مع نادي أليانزا ‏ وأتلتيكو مارته ‏ وC.D. Platense Municipal Zacatecoluca ‏ وديبورتيفو بيتابا.

## وصلات خارجية
- ماوريسيو إيرنيستو غونزاليس على موقع الاتحاد الدولي (مؤرشف)  (الإنجليزية)
- ماوريسيو إيرنيستو غونزاليس على موقع اللجنة الأولمبية الدولية (الإنجليزية)
- ماوريسيو إيرنيستو غونزاليس على موقع أوليمبيديا (الإنجليزية)